# Згорня Драга
Згорня Драга (словен. Zgornja Draga) — поселення в общині Іванчна Гориця, Осреднєсловенський регіон, Словенія. Висота над рівнем моря: 334,6 м.